# Lake View (Iowa)
Pour les articles homonymes, voir Lakeview.
Lake View est une ville du comté de Sac, en Iowa, aux États-Unis. Elle est  incorporée le 29 octobre 1887.

## Source de la traduction
- (en) Cet article est partiellement ou en totalité issu de l’article de Wikipédia en anglais intitulé « Lake View, Iowa » (voir la liste des auteurs).